# Alerrandro
Alerrandro Barra Mansa Realino de Souza (ur. 12 stycznia 2000 w Lavras) – brazylijski piłkarz występujący na pozycji napastnika, od 2025 roku zawodnik rosyjskiego CSKA Moskwa.